# Cyphocharax vanderi
Cyphocharax vanderi är en fiskart som först beskrevs av Britski, 1980.  Cyphocharax vanderi ingår i släktet Cyphocharax och familjen Curimatidae. Inga underarter finns listade i Catalogue of Life.